# Superliga Femenina de Voleibol 2016/2017
Superliga Femenina de Voleibol 2016–2017 utspelade sig mellan 15 oktober 2016 och 28 april 2017 och var den 48:e upplagan av Superliga Femenina de Voleibol, som utser de spanska mästarna i volleyboll. I turneringen deltog 11 lag. CV Logroño vann serien för fjärde gången i rad och totalt genom att besegra CV Haris i finalen..
CV Nuestra Señora de la Luz åkte ur serien. Daniella Da Silva var främsta poängvinnare (386 poäng).

## Regelverk

### Format
Tävlingen bestod av seriespel följt av slutspel:
- I seriespelet mötte alla lag alla både hemma och borta. De sex första gick vidare till ett nytt gruppspel med två grupper om tre lag. Det första laget i varje grupp spelade sedan final om mästartiteln.

Det sista laget åkte ur serie, ner till Superliga 2.

### Metod för att bestämma tabellplacering
Om slutresultatet blev 3-0 eller 3-1 tilldelades 3 poäng till det vinnande laget och 0 till det förlorande laget, om slutresultatet blev 3-2 tilldelades 2 poäng till det vinnande laget och 1 till det förlorande laget. 
Lagens position i respektive grupp bestämdes utifrån (i tur och ordning):
- Poäng
- Antal vunna matcher
- Kvot vunna / förlorade set
- Kvot vunna / förlorade poäng.[4].

## Deltagande lag
I serien deltog elva lag. Förutom de som var kvar från föregående år så var Motorsan Guadalajara Voley och CV Sant Cugat kvalificerade som etta och tvåa i uppflyttningsspelet från Superliga 2. 
CD Iruña liksom nyuppflyttade Motorsan Guadalajara Voley drog sig ur spel. En av platserna togs av CV Nuestra Señora de la Luz, medan de andra förblev obesatt, varför det blev elva och inte tolv lag i serien..
| Klubb                       | Stad                       | Hemmaplan                                    | Föregående säsong                                    |
| --------------------------- | -------------------------- | -------------------------------------------- | ---------------------------------------------------- |
| CV Aguere                   | San Cristóbal de La Laguna | Pabellón de Deportes Tejera                  | 8:a i Superliga                                      |
| CV Alcobendas               | Alcobendas                 | Pabellón Luis Buñuel                         | 4:a i Superliga; semifinal i slutspelet              |
| CVB Barça                   | Barcelona                  | Complex Esportiu Municipal L'Hospitalet Nord | 9:a i Superliga                                      |
| CV Ciutadella               | Ciutadella de Menorca      | Pavelló Municipal d'Esports                  | 7:a i Superliga                                      |
| CV Haris                    | San Cristóbal de La Laguna | Centro Deportivo Montañas de Taco            | 2:a i Superliga; final i slutspelet                  |
| CV Haro                     | Haro                       | Polideportivo Municipal El Ferial            | 3:a i Superliga; semifinal i slutspelet              |
| CV JAV Olímpico             | Las Palmas de Gran Canaria | Centro Insular de Deportes                   | 6:a i Superliga                                      |
| CV Logroño                  | Logroño                    | Centro Deportivo Municipal Lobete            | 1:a i Superliga; Spansk mästare                      |
| CV Nuestra Señora de la Luz | Arroyo de la Luz           | Pabellón Municipal                           | 11:a i Superliga                                     |
| Voley Playa Madrid          | Madrid                     | Centro Deportivo Entrevías                   | 10:a i Superliga                                     |
| CV Sant Cugat               | Sant Cugat del Vallès      | Pavelló Municipal Valldoreix                 | 1:a i Superliga 2 (Grupp B); 2:a uppflyttningsspelet |

## Turneringen

### Grundserien

#### Resultat[8]
| Första omgången                   |                         |     |                            |
|                                   |                         |     |                            |
| Lag som inte spelar: JAV Olímpico |                         |     |                            |
| 15-10                             | Alcobendas - Ciutadella | 3-0 | 25-17, 25-22, 25-23        |
| 15-10                             | Aguere - Logroño        | 0-3 | 15-25, 16-25, 18-25        |
| 15-10                             | Haris - Nuestra Señora  | 3-1 | 25-16, 25-22, 22-25, 25-20 |
| 15-10                             | Haro - Playa Madrid     | 3-0 | 25-16, 25-15, 25-14        |
| 15-10                             | Barcellona - Sant Cugat | 3-0 | 25-23, 25-22, 25-22        |

| Andra omgången              |                             |     |                                   |
|                             |                             |     |                                   |
| Lag som inte spelar: Aguere |                             |     |                                   |
| 22-10                       | Sant Cugat - Haro           | 1-3 | 11-25, 11-25, 26-24, 23-25        |
| 22-10                       | Ciutadella - Barcellona     | 2-3 | 25-16, 25-20, 22-25, 23-25, 11-15 |
| 22-10                       | Nuestra Señora - Alcobendas | 2-3 | 25-22, 25-23, 23-25, 16-25, 11-15 |
| 22-10                       | Logroño - Haris             | 3-0 | 25-14, 25-18, 25-14               |
| 23-10                       | Playa Madrid - JAV Olímpico | 3-2 | 25-20, 25-23, 24-26, 22-25, 15-8  |

| Tredje omgången                   |                             |     |                                   |
|                                   |                             |     |                                   |
| Lag som inte spelar: Playa Madrid |                             |     |                                   |
| 29-10                             | JAV Olímpico - Sant Cugat   | 3-0 | 25-18, 25-23, 25-22               |
| 29-10                             | Alcobendas - Logroño        | 0-3 | 13-25, 16-25, 17-25               |
| 29-10                             | Aguere - Haris              | 1-3 | 23-25, 21-25, 25-11, 18-25        |
| 29-10                             | Haro - Ciutadella           | 3-2 | 25-23, 21-25, 25-14, 22-25, 15-10 |
| 29-10                             | Barcellona - Nuestra Señora | 3-0 | 25-13, 25-16, 25-19               |

| Fjärde omgången                 |                           |     |                            |
|                                 |                           |     |                            |
| Lag som inte spelar: Sant Cugat |                           |     |                            |
| 05-11                           | Haris - Alcobendas        | 3-0 | 25-21, 26-24, 25-22        |
| 05-11                           | Ciutadella - JAV Olímpico | 3-1 | 21-25, 25-10, 25-23, 25-18 |
| 05-11                           | Nuestra Señora - Haro     | 1-3 | 25-21, 16-25, 13-25, 21-25 |
| 05-11                           | Logroño - Barcellona      | 3-0 | 25-13, 25-14, 26-24        |
| 06-11                           | Playa Madrid - Aguere     | 1-3 | 14-25, 25-22, 17-25, 15-25 |

| Femte omgången                  |                               |     |                                   |
|                                 |                               |     |                                   |
| Lag som inte spelar: Ciutadella |                               |     |                                   |
| 12-11                           | JAV Olímpico - Nuestra Señora | 3-0 | 25-15, 25-22, 25-17               |
| 12-11                           | Aguere - Alcobendas           | 2-3 | 22-25, 18-25, 25-22, 25-23, 10-15 |
| 12-11                           | Haro - Logroño                | 2-3 | 25-22, 25-22, 20-25, 11-25, 10-15 |
| 12-11                           | Barcellona - Haris            | 0-3 | 23-25, 23-25, 26-28               |
| 13-11                           | Playa Madrid - Sant Cugat     | 3-1 | 25-19, 25-21, 22-25, 25-20        |

| Sjätte omgången                     |                           |     |                            |
|                                     |                           |     |                            |
| Lag som inte spelar: Nuestra Señora |                           |     |                            |
| 19-11                               | Sant Cugat - Aguere       | 1-3 | 26-24, 17-25, 23-25, 19-25 |
| 19-11                               | Alcobendas - Barcellona   | 1-3 | 22-25, 25-14, 20-25, 23-25 |
| 19-11                               | Haris - Haro              | 3-1 | 25-12, 23-25, 25-19, 25-17 |
| 19-11                               | Ciutadella - Playa Madrid | 3-0 | 25-17, 25-17, 25-22        |
| 19-11                               | Logroño - JAV Olímpico    | 3-0 | 25-14, 25-14, 25-12        |

| Sjunde omgången              |                               |     |                                   |
|                              |                               |     |                                   |
| Lag som inte spelar: Logroño |                               |     |                                   |
| 27-11                        | JAV Olímpico - Haris          | 1-3 | 25-23, 14-25, 18-25, 18-25        |
| 26-11                        | Sant Cugat - Ciutadella       | 1-3 | 22-25, 25-20, 21-25, 17-25        |
| 26-11                        | Aguere - Barcellona           | 3-0 | 25-15, 25-16, 25-19               |
| 26-11                        | Haro - Alcobendas             | 2-3 | 25-15, 25-23, 21-25, 13-25, 10-15 |
| 27-11                        | Playa Madrid - Nuestra Señora | 3-0 | 25-22, 25-21, 25-22               |

| Åttonde omgången           |                           |     |                                   |
|                            |                           |     |                                   |
| Lag som inte spelar: Haris |                           |     |                                   |
| 03-12                      | Alcobendas - JAV Olímpico | 3-1 | 25-19, 23-25, 26-24, 25-20        |
| 03-12                      | Ciutadella - Aguere       | 2-3 | 22-25, 16-25, 25-23, 25-21, 10-15 |
| 03-12                      | Logroño - Playa Madrid    | 3-0 | 25-11, 25-10, 25-10               |
| 03-12                      | Barcellona - Haro         | 1-3 | 22-25, 26-24, 23-25, 13-25        |
| 04-12                      | Nuestra Señora-Sant Cugat | 2-3 | 25-20, 21-25, 25-22, 22-25, 10-15 |

| Nionde omgången                 |                             |     |                                   |
|                                 |                             |     |                                   |
| Lag som inte spelar: Alcobendas |                             |     |                                   |
| 06-12                           | Ciutadella - Nuestra Señora | 3-0 | 25-18, 25-22, 29-27               |
| 06-12                           | JAV Olímpico - Barcellona   | 0-3 | 18-25, 25-27, 23-25               |
| 06-12                           | Aguere - Haro               | 3-2 | 19-25, 25-23, 15-25, 25-23, 15-12 |
| 06-12                           | Sant Cugat - Logroño        | 0-3 | 20-25, 20-25, 21-25               |
| 06-12                           | Playa Madrid - Haris        | 0-3 | 12-25, 16-25, 21-25               |

| Tionde omgången                 |                           |     |                            |
|                                 |                           |     |                            |
| Lag som inte spelar: Barcellona |                           |     |                            |
| 10-12                           | Aguere - Nuestra Señora   | 3-0 | 25-14, 25-22, 25-21        |
| 10-12                           | Haris - Sant Cugat        | 3-1 | 25-20, 25-23, 25-27, 25-17 |
| 10-12                           | Alcobendas - Playa Madrid | 3-0 | 25-12, 25-19, 25-12        |
| 10-12                           | Haro - JAV Olímpico       | 3-0 | 25-15, 25-15, 25-19        |
| 10-12                           | Logroño - Ciutadella      | 3-0 | 25-20, 25-12, 25-12        |

| Elfte omgången            |                           |     |                                   |
|                           |                           |     |                                   |
| Lag som inte spelar: Haro |                           |     |                                   |
| 17-12                     | JAV Olímpico - Aguere     | 1-3 | 20-25, 25-23, 13-25, 24-26        |
| 17-12                     | Playa Madrid - Barcellona | 3-1 | 25-14, 12-25, 25-23, 25-21        |
| 17-12                     | Sant Cugat - Alcobendas   | 3-2 | 18-25, 13-25, 25-22, 25-20, 15-13 |
| 17-12                     | Ciutadella - Haris        | 2-3 | 25-20, 17-25, 25-20, 20-25, 7-15  |
| 17-12                     | Nuestra Señora - Logroño  | 0-3 | 21-25, 8-25, 24-26                |

| Tolfte omgången                   |                         |     |                                   |
|                                   |                         |     |                                   |
| Lag som inte spelar: JAV Olímpico |                         |     |                                   |
| 07-01                             | Sant Cugat - Barcellona | 2-3 | 25-16, 21-25, 25-21, 19-25, 10-15 |
| 07-01                             | Logroño - Aguere        | 3-0 | 25-20, 26-24, 25-17               |
| 07-01                             | Nuestra Señora - Haris  | 0-3 | 17-25, 20-25, 16-25               |
| 07-01                             | Ciutadella - Alcobendas | 2-3 | 25-21, 18-25, 22-25, 25-16, 16-18 |
| 08-01                             | Playa Madrid - Haro     | 0-3 | 14-25, 18-25, 12-25               |

| Trettonde omgången          |                             |     |                            |
|                             |                             |     |                            |
| Lag som inte spelar: Aguere |                             |     |                            |
| 14-01                       | JAV Olímpico - Playa Madrid | 3-1 | 25-23, 20-25, 25-21, 25-20 |
| 14-01                       | Alcobendas - Nuestra Señora | 3-0 | 25-17, 25-23, 25-19        |
| 14-01                       | Haro - Sant Cugat           | 3-0 | 25-15, 25-18, 25-15        |
| 14-01                       | Barcellona - Ciutadella     | 3-1 | 25-19, 25-16, 25-27, 25-22 |
| 14-01                       | Haris - Logroño             | 1-3 | 15-25, 18-25, 25-21, 16-25 |

| Fjortonde omgången          |                             |     |                                   |
|                             |                             |     |                                   |
| Lag som inte spelar: Madrid |                             |     |                                   |
| 21-01                       | Sant Cugat-JAV Olímpico     | 3-2 | 25-18, 25-18, 17-25, 20-25, 15-12 |
| 21-01                       | Logroño - Alcobendas        | 3-0 | 25-16, 25-13, 25-23               |
| 21-01                       | Nuestra Señora - Barcellona | 0-3 | 20-25, 22-25, 12-25               |
| 21-01                       | Ciutadella - Haro           | 0-3 | 22-25, 22-25, 14-25               |
| 21-01                       | Haris - Aguere              | 3-1 | 25-22, 25-14, 23-25, 25-22        |

| Femtonde omgången               |                           |     |                                   |
|                                 |                           |     |                                   |
| Lag som inte spelar: Sant Cugat |                           |     |                                   |
| 28-01                           | JAV Olímpico - Ciutadella | 2-3 | 27-25, 20-25, 25-23, 21-25, 10-15 |
| 28-01                           | Alcobendas - Haris        | 1-3 | 19-25, 28-26, 17-25, 23-25        |
| 28-01                           | Aguere - Playa Madrid     | 3-0 | 25-8, 25-12, 25-20                |
| 28-01                           | Haro - Nuestra Señora     | 3-1 | 25-18, 25-19, 19-25, 25-20        |
| 29-01                           | Barcellona - Logroño      | 1-3 | 25-23, 21-25, 10-25, 18-25        |

| Sextonde omgången               |                             |     |                                  |
|                                 |                             |     |                                  |
| Lag som inte spelar: Ciutadella |                             |     |                                  |
| 04-02                           | Alcobendas - Aguere         | 3-0 | 25-21, 25-22, 25-22              |
| 04-02                           | Sant Cugat - Playa Madrid   | 3-1 | 25-18, 25-16, 22-25, 25-16       |
| 04-02                           | Haris - Barcellona          | 3-0 | 25-19, 25-18, 25-21              |
| 04-02                           | Logroño - Haro              | 3-1 | 25-20, 22-25, 25-22, 25-21       |
| 05-02                           | Nuestra Señora-JAV Olímpico | 2-3 | 21-25, 21-25, 25-20, 25-21, 7-15 |

| Sjuttonde omgången                  |                           |     |                                   |
|                                     |                           |     |                                   |
| Lag som inte spelar: Nuestra Señora |                           |     |                                   |
| 11-02                               | JAV Olímpico - Logroño    | 1-3 | 23-25, 11-25, 25-22, 16-25        |
| 11-02                               | Aguere - Sant Cugat       | 3-2 | 24-26, 25-17, 25-16, 21-25, 15-13 |
| 11-02                               | Haro - Haris              | 0-3 | 15-25, 21-25, 18-25               |
| 11-02                               | Barcellona - Alcobendas   | 1-3 | 25-21, 21-25, 28-30, 22-25        |
| 12-02                               | Playa Madrid - Ciutadella | 0-3 | 18-25, 23-25, 23-25               |

| Artonde omgången             |                               |     |                                   |
|                              |                               |     |                                   |
| Lag som inte spelar: Logroño |                               |     |                                   |
| 25-02                        | Alcobendas - Haro             | 2-3 | 28-30, 20-25, 25-23, 25-23, 14-16 |
| 25-02                        | Haris - JAV Olímpico          | 3-1 | 15-25, 25-15, 25-17, 25-20        |
| 25-02                        | Barcellona - Aguere           | 0-3 | 17-25, 22-25, 17-25               |
| 25-02                        | Nuestra Señora - Playa Madrid | 3-2 | 26-28, 23-25, 25-15, 25-14, 15-7  |
| 25-02                        | Ciutadella - Sant Cugat       | 3-0 | 25-23, 25-21, 25-16               |

| Nittonde omgången          |                           |     |                            |
|                            |                           |     |                            |
| Lag som inte spelar: Haris |                           |     |                            |
| 04-03                      | JAV Olímpico - Alcobendas | 3-1 | 25-27, 25-17, 25-23, 25-23 |
| 04-03                      | Sant Cugat-Nuestra Señora | 3-0 | 25-21, 25-16, 25-20        |
| 04-03                      | Aguere - Ciutadella       | 3-0 | 25-21, 25-16, 25-17        |
| 04-03                      | Haro - Barcellona         | 3-0 | 25-21, 25-19, 25-12        |
| 05-03                      | Playa Madrid - Logroño    | 0-3 | 3-25, 14-25, 21-25         |

| Tjugonde omgången               |                             |     |                            |
|                                 |                             |     |                            |
| Lag som inte spelar: Alcobendas |                             |     |                            |
| 11-03                           | Haro - Aguere               | 3-0 | 25-13, 25-16, 29-27        |
| 11-03                           | Haris - Playa Madrid        | 3-0 | 25-13, 25-22, 25-19        |
| 11-03                           | Barcellona - JAV Olímpico   | 3-1 | 25-17, 28-26, 21-25, 25-17 |
| 11-03                           | Logroño - Sant Cugat        | 3-0 | 25-13, 25-14, 25-19        |
| 11-03                           | Nuestra Señora - Ciutadella | 1-3 | 25-21, 15-25, 22-25, 16-25 |

| Tjugoförsta omgången            |                           |     |                                   |
|                                 |                           |     |                                   |
| Lag som inte spelar: Barcellona |                           |     |                                   |
| 18-03                           | JAV Olímpico - Haro       | 3-2 | 25-18, 25-22, 22-25, 21-25, 17-15 |
| 18-03                           | Nuestra Señora - Aguere   | 3-1 | 25-16, 24-26, 25-16, 25-19        |
| 18-03                           | Ciutadella - Logroño      | 0-3 | 19-25, 17-25, 16-25               |
| 18-03                           | Sant Cugat - Haris        | 3-0 | 25-22, 25-12, 25-21               |
| 18-03                           | Playa Madrid - Alcobendas | 1-3 | 25-21, 12-25, 23-25, 19-25        |

| Tjugoandra omgången       |                           |     |                                   |
|                           |                           |     |                                   |
| Lag som inte spelar: Haro |                           |     |                                   |
| 25-03                     | Aguere - JAV Olímpico     | 2-3 | 18-25, 25-23, 19-25, 25-16, 12-15 |
| 25-03                     | Haris - Ciutadella        | 3-1 | 25-15, 25-22, 19-25, 25-22        |
| 25-03                     | Logroño - Nuestra Señora  | 3-0 | 25-13, 25-11, 25-11               |
| 25-03                     | Barcellona - Playa Madrid | 3-0 | 25-18, 25-11, 25-15               |
| 25-03                     | Alcobendas - Sant Cugat   | 3-1 | 19-25, 25-17, 25-18, 25-23        |

#### Sluttabell[9]
| Pos. | Lag                         | Pt | G  | V  | P  | VS | FS | Kvot   | VP    | FP    | Kvot  |
| ---- | --------------------------- | -- | -- | -- | -- | -- | -- | ------ | ----- | ----- | ----- |
| 1.   | CV Logroño                  | 59 | 20 | 20 | 0  | 60 | 6  | 10,000 | 1 625 | 1 107 | 1,468 |
| 2.   | CV Haris                    | 50 | 20 | 17 | 3  | 52 | 20 | 2,600  | 1 671 | 1 483 | 1,127 |
| 3.   | CV Haro                     | 41 | 20 | 13 | 7  | 49 | 29 | 1,690  | 1 755 | 1 564 | 1,122 |
| 4.   | CV Alcobendas               | 34 | 20 | 12 | 8  | 43 | 36 | 1,194  | 1 767 | 1 704 | 1,037 |
| 5.   | CV Aguere                   | 32 | 20 | 11 | 9  | 40 | 36 | 1,111  | 1 665 | 1 600 | 1,041 |
| 6.   | CVB Barça                   | 28 | 20 | 10 | 10 | 34 | 37 | 0,919  | 1 544 | 1 583 | 0,975 |
| 7.   | CV Ciutadella               | 28 | 20 | 8  | 12 | 36 | 41 | 0,878  | 1 643 | 1 686 | 0,974 |
| 8.   | CV JAV Olímpico             | 21 | 20 | 7  | 13 | 34 | 47 | 0,723  | 1 681 | 1 830 | 0,919 |
| 9.   | CV Sant Cugat               | 17 | 20 | 6  | 14 | 28 | 49 | 0,571  | 1 590 | 1 739 | 0,914 |
| 10.  | Voley Playa Madrid          | 12 | 20 | 4  | 16 | 18 | 52 | 0,346  | 1 281 | 1 659 | 0,772 |
| 11.  | CV Nuestra Señora de la Luz | 8  | 20 | 2  | 18 | 16 | 57 | 0,281  | 1 435 | 1 702 | 0,843 |

      Kvalificerade för slutspel.
      Nedflyttade till Superliga 2.

### Slutspel

#### Round robin

##### Grupp A

###### Resultat[8]
| Första omgången |                         |     |                     |
|                 |                         |     |                     |
| 01-04           | Barcellona - Alcobendas | 0-3 | 24-26, 18-25, 19-25 |

| Andra omgången |                      |     |                     |
|                |                      |     |                     |
| 02-04          | Barcellona - Logroño | 0-3 | 13-25, 23-25, 19-25 |

| Tredje omgången |                         |     |                                   |
|                 |                         |     |                                   |
| 07-04           | Alcobendas - Barcellona | 3-2 | 20-25, 20-25, 25-23, 25-21, 15-12 |

| Fjärde omgången |                     |     |                            |
|                 |                     |     |                            |
| 09-04           | Alcobendas -Logroño | 1-3 | 12-25, 15-25, 25-22, 20-25 |

| Femte omgången |                      |     |                     |
|                |                      |     |                     |
| 15-04          | Logroño - Barcellona | 3-0 | 25-13, 25-19, 25-12 |

| Sjätte omgången |                      |     |                     |
|                 |                      |     |                     |
| 16-04           | Logroño - Alcobendas | 3-0 | 25-15, 25-23, 25-17 |

###### Sluttabell[9]
| Pos. | Lag           | Pt | G | V | P | VS | FS | Kvot   | VP  | FP  | Kvot  |
| ---- | ------------- | -- | - | - | - | -- | -- | ------ | --- | --- | ----- |
| 1.   | CV Logroño    | 12 | 4 | 4 | 0 | 12 | 1  | 12,000 | 322 | 226 | 1,425 |
| 2.   | CV Alcobendas | 5  | 4 | 2 | 2 | 7  | 8  | 0,875  | 308 | 339 | 0,909 |
| 3.   | CVB Barça     | 1  | 4 | 0 | 4 | 2  | 12 | 0,167  | 266 | 331 | 0,804 |

      Kvalificerat för final.

##### Grupp B

###### Resultat[8]
| Första omgången |               |     |                                   |
|                 |               |     |                                   |
| 01-04           | Haro - Aguere | 3-2 | 18-25, 21-25, 25-22, 25-20, 15-13 |

| Andra omgången |              |     |                                   |
|                |              |     |                                   |
| 02-04          | Haro - Haris | 2-3 | 20-25, 23-25, 26-24, 25-19, 10-15 |

| Tredje omgången |              |     |                            |
|                 |              |     |                            |
| 05-04           | Haris - Haro | 3-1 | 25-18, 27-25, 18-25, 25-20 |

| Fjärde omgången |               |     |                            |
|                 |               |     |                            |
| 07-04           | Aguere - Haro | 3-1 | 25-16, 20-25, 25-20, 25-13 |

| Femte omgången |                |     |                     |
|                |                |     |                     |
| 09-04          | Aguere - Haris | 0-3 | 20-25, 23-25, 22-25 |

| Sjätte omgången |                |     |                            |
|                 |                |     |                            |
| 16-04           | Haris - Aguere | 3-1 | 25-22, 19-25, 25-19, 25-23 |

###### Sluttabell[9]
| Pos. | Lag       | Pt | G | V | P | VS | FS | Kvot  | VP  | FP  | Kvot  |
| ---- | --------- | -- | - | - | - | -- | -- | ----- | --- | --- | ----- |
| 1.   | CV Haris  | 11 | 4 | 4 | 0 | 12 | 4  | 3,000 | 372 | 346 | 1,075 |
| 2.   | CV Aguere | 4  | 4 | 1 | 3 | 6  | 10 | 0,600 | 354 | 347 | 1,020 |
| 3.   | CV Haro   | 3  | 4 | 1 | 3 | 7  | 11 | 0,636 | 370 | 403 | 0,918 |

      Kvalificerat för final.

#### Final

##### Spelschema
|  | Final |            |   |   |   |  |  |  |
|  |       |            |   |   |   |  |  |  |
|  | 1A    | CV Logroño | 3 | 3 | 3 |  |  |  |
|  | 1A    | CV Logroño | 3 | 3 | 3 |  |  |  |
|  | 1B    | CV Haris   | 0 | 1 | 2 |  |  |  |

##### Resultat[8]
| Match 1 |                 |     |                     |
|         |                 |     |                     |
| 22-04   | Logroño - Haris | 3-0 | 25-13, 25-15, 25-16 |

| Match 2 |                 |     |                            |
|         |                 |     |                            |
| 23-04   | Logroño - Haris | 3-1 | 25-18, 21-25, 26-24, 25-19 |

| Match 3 |                 |     |                                   |
|         |                 |     |                                   |
| 28-04   | Haris - Logroño | 2-3 | 20-25, 25-17, 25-22, 18-25, 10-15 |

## Statistik[10]
| Vunna poäng | Vunna poäng            | Vunna poäng | Vunna poäng     |
| Pos.        | Namn                   | Poäng       | Lag             |
| ----------- | ---------------------- | ----------- | --------------- |
| 1           | Daniella Da Silva      | 386         | CV Logroño      |
| 2           | Alyssa Dibbern         | 328         | CV Haro         |
| 3           | María Schlegel         | 325         | CV Haro         |
| 4           | Helia González         | 319         | CV Logroño      |
| 5           | Daniele Batista        | 312         | CV Haris        |
| 6           | Diana Sánchez          | 311         | CV Aguere       |
| 7           | Carla Moreira De Souza | 308         | CV Sant Cugat   |
| 8           | Sylvia Campos          | 304         | CV JAV Olímpico |
| 9           | Marta Hurst            | 301         | CVB Barça       |
| 10          | Jessica Wagner         | 297         | CV Haris        |

| Vunna attacker | Vunna attacker         | Vunna attacker | Vunna attacker  |
| Pos.           | Namn                   | Poäng          | Lag             |
| -------------- | ---------------------- | -------------- | --------------- |
| 1              | Daniella Da Silva      | 320            | CV Logroño      |
| 2              | Sylvia Campos          | 281            | CV JAV Olímpico |
| 3              | Alyssa Dibbern         | 278            | CV Haro         |
| 4              | Diana Sánchez          | 277            | CV Aguere       |
| 5              | Carla Moreira De Souza | 276            | CV Sant Cugat   |
| 5              | María Schlegel         | 276            | CV Haro         |
| 7              | Daniele Batista        | 258            | CV Haris        |
| 8              | Ana Muller Zommer      | 248            | CV Alcobendas   |
| 8              | Marta Hurst            | 248            | CVB Barça       |
| 10             | Helia González         | 238            | CV Logroño      |

| Vunna block | Vunna block             | Vunna block | Vunna block                 |
| Pos.        | Namn                    | Poäng       | Lag                         |
| ----------- | ----------------------- | ----------- | --------------------------- |
| 1           | Jessica Wagner          | 90          | CV Haris                    |
| 2           | Evyn McCoy              | 67          | CVB Barça                   |
| 3           | Wivian de Souza         | 64          | CV JAV Olímpico             |
| 4           | Flavia Dias             | 63          | CV Haris                    |
| 4           | Fernanda Gritzbach      | 63          | CV Logroño                  |
| 6           | Catherine Megan Schmale | 58          | CV Haro                     |
| 7           | Mame Diouf              | 56          | CV Haro                     |
| 8           | Ana Paula Frare         | 52          | CV Aguere                   |
| 9           | Sokhna Gueye            | 48          | CV Nuestra Señora de la Luz |
| 10          | Iva Pejković            | 47          | CV Logroño                  |

| Serveess | Serveess                | Serveess | Serveess                    |
| Pos.     | Namn                    | Poäng    | Lag                         |
| -------- | ----------------------- | -------- | --------------------------- |
| 1        | Helia González          | 49       | CV Logroño                  |
| 2        | Daniella Da Silva       | 34       | CV Logroño                  |
| 3        | María Alejandra Alvarez | 30       | CV Alcobendas               |
| 3        | Yohana Rodríguez        | 30       | CV Nuestra Señora de la Luz |
| 5        | Daniele Batista         | 29       | CV Haris                    |
| 4        | Raquel Brun             | 29       | CV Haro                     |
| 7        | Saray Manzano           | 28       | CV JAV Olímpico             |
| 8        | Marta Hurst             | 26       | CVB Barça                   |
| 9        | Janine Sandell          | 25       | CV Haris                    |
| 10       | Samantha Cash           | 22       | CV Alcobendas               |